# فرد بي. نورمان
فرد بي. نورمان (بالإنجليزية: Fred B. Norman) هو حطاب وشخصية أعمال وفلاح وسياسي أمريكي، ولد في 21 مارس 1882 في الولايات المتحدة، وتوفي في 18 أبريل 1947 في نفس البلد. حزبياً، نشط في الحزب الجمهوري.

## مناصب
- انتخب عضو مجلس ولاية واشنطن (1925 – 1935).
- انتخب عضو مجلس نواب واشنطن (1919 – 1920).
- انتخب عضو مجلس محلي [الإنجليزية]‏ (1916 – 1918).
- انتخب عضو مجلس النواب الأمريكي.